# ناثانيل فولسوم
ناثانيل فولسوم هو قاضي وسياسي أمريكي، ولد في 28 سبتمبر 1726 في إيكستر في الولايات المتحدة، وتوفي بنفس المكان في 26 مايو 1790.